# 10,5-cm-Flak L/35
Die 10,5-cm-Flak L/35 war eine Flugabwehrkanone des Deutschen Kaiserreiches und wurde im Ersten Weltkrieg eingesetzt.

## Entwicklung
Rheinmetall erkannten im Laufe des Krieges, dass eine erfolgreiche Bekämpfung von Flugzeugen hauptsächlich durch die Steigerung der Mündungsgeschwindigkeit erreicht wurde. Somit begann Rheinmetall mit Tests und Versuchen mit Kanonen vom Kaliber 10,5 cm und stellte sie auf Geschützwagen. Daraus resultierte die 10,5-cm-Kraftzugflak L/35 (Rh), die 10,5-cm-ortsfeste Flak L/35 (Rh) und die 10,5-cm-Eisenbahnflak L/35 (Rh), welche allerdings nicht an die Mündungsgeschwindigkeit von der Friedrich Krupp AG mit 750 m/s herankam.

## Technische Beschreibung

### 10,5-cm-K.-Zugflak L/35 (Rh)
Die 10,5-cm-Kraftzugflak L/35 (Rh), kurz 10,5-cm-K.-Zugflak L/35 (Rh) ähnelte in vielen Dingen der 8,8-cm-Kraftzugflak L/45 (Rh). So war das Geschützrohr ein Seelen- und Mantelrohr mit Deckring. Man verbaute hier einen halbselbsttätigen Schubkurbelverschluss, welcher links durch einen Abzugshebel am Verschlussstück und rechts durch einen Wiederspannabzug am Verschlusskeil abgefeuert werden konnte. Um das Geschützrohr nach der Schussabgabe wieder in die Ausgangsposition zurück zu schieben, wurde hier ein Federvorholer verbaut. Die Rohrwiege lag mit beiden Schildzapfen auf einer Sockelgabel.
Die Lafette glich der 8,8-cm-Kraftzugflak L/45 (Rh) in fast allen Punkten. Sie war eine Sockellafette, welche auf einem Geschützwagen montiert war. Dadurch konnte auch diese Flak um 360 Winkelgrad gedreht werden. In der Höhe konnte die Flak zwischen −4 und +70 Winkelgrad bewegt werden.
Die Visiereinrichtung bestand aus einem Rundblickfernrohr mit seitlichem Einblick an der rechten Seite der Flak. Für das indirekte Schießen gegen Erdziele gab es einen Geländewinkelmesser. Die verwendete Munition bestand aus der 10-cm-Granate 15 Flak mit einem Doppelzünder 15 ohne Aufschlagzünder und einer Sprengladung von 1,8 kg. Dadurch wog die Granate 18 kg. Für den Sperrfeuerbetrieb fertigte Rheinmetall eine 10,5 cm Granate mit dem Haubitz-Zünder 05 und einem Gewicht von 16 kg. Damit konnten Luftfahrzeuge auf einer Höhe von 700 bis 5300 m bekämpft werden.

#### Geschützwagen (Rh)
Auch der Geschützwagen glich dem der 8,8-cm-Kraftzugflak L/45 (Rh) und war ein vierrädriger Plattformwagen. Die Längsträger waren mit Zwischenwänden miteinander verbunden und ruhten auf Federn, welche mit den Achsen fest verbunden waren. Der linke Längsträger war in der Geschützmitte nach unten hin ausgebuchtet und mit einem Loch versehen. Dies war für die Aufnahme des Kegelradgehäuses zur Ausschaltung eines schiefen Radstandes vorgesehen. Um die Plattform bei der Schussabgabe zu erweitern, konnten die Seitenwände abgeklappt angebracht werden.
An beiden Seiten des Wagens waren hinter den Vorder- und Hinterrädern Stoßfänger angebracht, welche den Wagen bei der Schussabgabe zusätzlich versteifen und die Standfestigkeit erhöhen konnten. Sie bestanden aus zwei Schienen, welche zu einem Kastenträger zusammengenietet wurden. Am äußeren Ende befand sich je ein verstellbarer Sporn, welcher auf den Erdboden gepresst wurde. Auf der Vorderachse befand sich ein Wagenkasten, auf dem zwei Soldaten beim Transport Platz fanden.
Die Räder der Vorderachse hatten eine federnde Eisenbereifung, während die Räder der Hinterachse Doppelfelgen und auf der Innenseite je eine Bremstrommel besaßen. Die Bremse wurde durch die Betätigung eines Hebels am Wagenkasten auf der Vorderachse betätigt. Die Drehung beim Transport erfolgte durch drehbare Achsschenkel, welche mit einer Lenkvorrichtung versehen waren. Dadurch war ein Rückwärtsfahren mit dem angehängten Geschütz möglich.

### 10,5-cm-O.-Flak L/35 (Rh)
Eine weitere Entwicklung von Rheinmetall war die 10,5-cm-ortsfeste Flak L/35 (Rh), kurz 10,5-cm-O.-Flak L/35 (Rh). Ursprünglich sollten auch diese Geschütz auf Geschützwagen montiert werden, wurden nachträglich aber in ortsfeste Stellungen überführt. Somit wagen das Geschützrohr, der Verschluss, die Lafettierung und weitere Teile identisch zur 10,5-cm-Kraftzugflak L/35 (Rh). Die Mündungsgeschwindigkeit der Flak lag bei 580 m/s. Die Munition war identisch zur K.-Zugflak. In der Höhe konnte die Flak zwischen −4 und +70 Winkelgrad bewegt werden.
Die Flak stand auf einer Pivotlafette und konnte damit schnell und leicht um 360 Winkelgrad gedreht werden. Die Lafette wurde auf einer Bettung aus Beton gestellt und war danach nicht mehr transportierbar.

### 10,5-cm-E.-Flak L/35 (Rh)

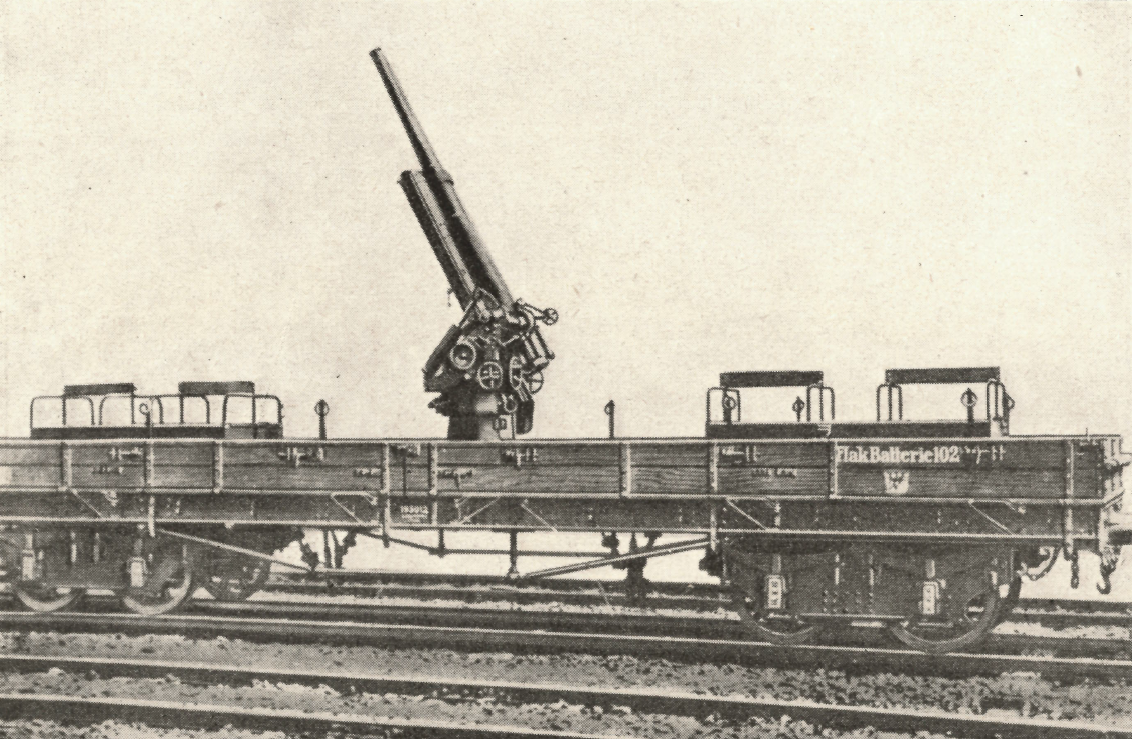
10,5-cm-Eisenbahnflak L/35 (Rh) in Feuerstellung

Die Geschützrohre 10,5-cm-Eisenbahnflak L/35 (Rh), kurz 10,5-cm-E.-Flak L/35 (Rh), bestand aus Versuchsrohren der 10-cm-Kanone 14, welche aus der Festung Köln stammten. Für die Bekämpfung von Luftzielen wurden die entsprechend benötigten Einrichtungen angebracht, welche identisch zur 10,5-cm-O.-Flak L/35 (Rh) waren. Ebenso wie bei der O.-Flak, lag die Mündungsgeschwindigkeit bei 580 m/s. Die Munition war identisch zur K.-Zugflak. In der Höhe konnte die Flak zwischen 5 und +65 Winkelgrad bewegt werden, war damit also geringer als bei den beiden anderen Varianten.
Der genutzte Eisenbahnwagen war ein Flachwagen, welche mit speziellen Vorrichtungen für den Einsatz der Flak ausgerüstet wurde. So erhielt er vier Zangen, welche bei der Schussabgabe mit den Schienen verbunden werden konnten, um den Wagen zu stabilisieren. Zusätzlich gab es Hemmschuhe, um die Räder auf den Gleisen festhalten zu können.

## Einsatz
Die ortsfesten Geschütze kamen beim Ortsfesten-Flakzug 134 zum Einsatz, die Eisenbahnflak bei der Eisenbahnflak-Batterie 102. Beide Geschützarten wurden im August 1916 an dir Truppen ausgeliefert.
Aufgrund des hohen Gewichts der Granaten, konnten durch eine geübte Mannschaft maximal acht Schuss in der Minute abgegeben werden. Die ballistischen Leistungen der K.-Zugflak und O.-Flak blieben deutlich hinter denen der 10,5-cm-Flak L/45 von Krupp. Dadurch litt auch die Reichweite, welche bei Krupp um bis zu 2,8 km weiter reichte. Die Eisenbahnflak war eine Behelfskonstruktion und war auch das erste Versuchsgeschütz mit dem Kaliber von 10,5 cm. Hierbei stellte sich heraus, dass das Höhenrichtfeld zu gering war. Dennoch war die Flak auf einem Eisenbahnwagen für den Einsatz im hinteren Frontgebiet und beim Heimatluftschutz sehr Vorteilhaft. Der größte Vorteil lag bei der Beweglichkeit und der Möglichkeit, einem Angriff durch Verlegen des Zuges schnell ausweichen zu können.